# Subsimplicia iodes
Subsimplicia iodes là một loài bướm đêm trong họ Noctuidae.